# رافائل کلارو
رافائل کلارو (انگلیسی: Rafael Clavero؛ زادهٔ ۱۰ فوریهٔ ۱۹۷۷) بازیکن فوتبال اهل اسپانیا است.
از باشگاه‌هایی که در آن بازی کرده‌است می‌توان به باشگاه فوتبال رئال مادرید سی، باشگاه فوتبال نومانسیا، باشگاه فوتبال رئال مورسیا، باشگاه فوتبال اوئسکا، باشگاه فوتبال کوردوبا، باشگاه فوتبال اوساسونا، و باشگاه ورزشی تنریف اشاره کرد.